# Tjebbe Kaindl
Tjebbe Kaindl ([ˈd͡ʒɛpə], * 20. März 1999 in Wörgl) ist ein österreichischer Triathlet. Er ist Vizejuniorenweltmeister im Wintertriathlon (2016), Olympiastarter (2024), Staatsmeister auf der Triathlon-Sprintdistanz (2019) und Triathlon-Kurzdistanz (2025).

## Werdegang
Im September 2015 startete der damals 16-Jährige bei seinem ersten Junioreneuropacup in Bled und belegte den 10. Platz. Im Februar 2016 wurde Tjebbe Kaindl in Zeltweg Vizejuniorenweltmeister im Wintertriathlon.
2018 wurde er österreichischer Juniorenmeister auf der Triathlon-Sprintdistanz in Tulln und belegte den dritten Rang in der allgemeinen Klasse. Im Juli 2018 belegte er den zehnten Platz bei der Junioreneuropameisterschaft in Tartu.

### Staatsmeister Triathlon Sprintdistanz 2019

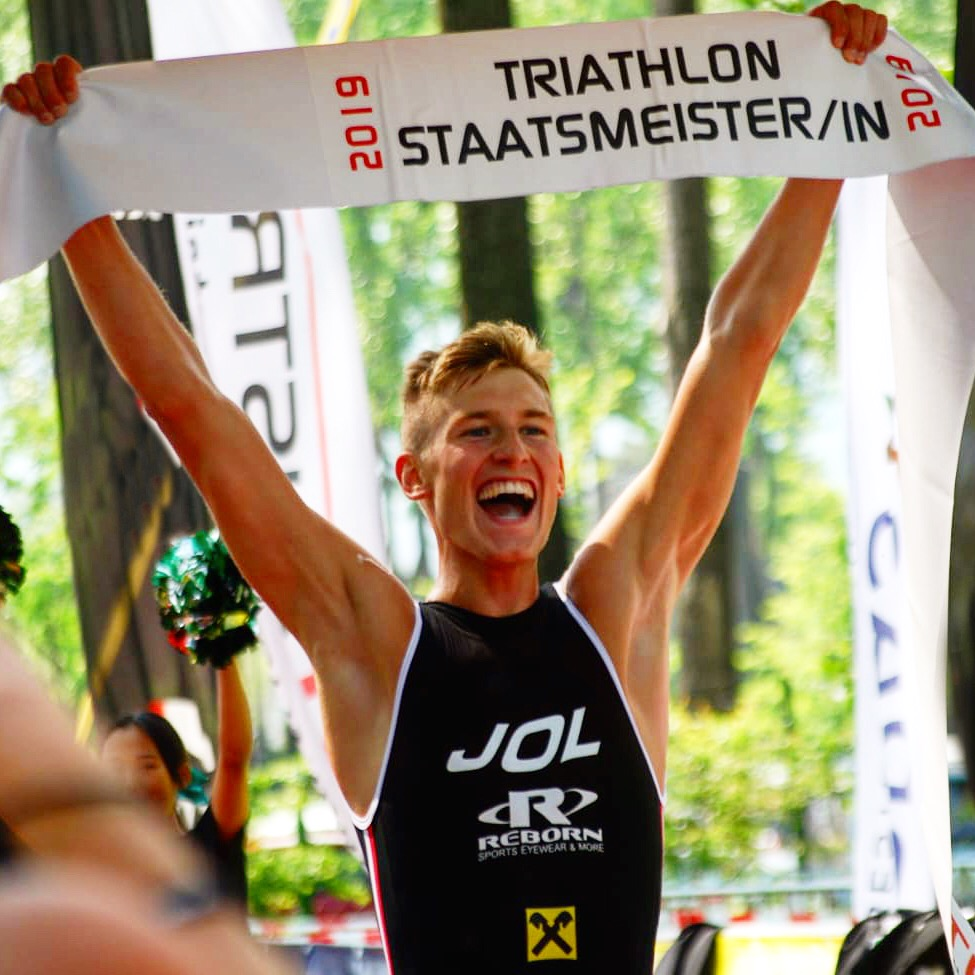
Triathlon Staatsmeister in Klosterneuburg (2019)

Im April 2019 gewann der Tiroler bei seiner ersten olympischen Distanz den Kontinentalcup in Rabat und im Mai wurde der damals 20-Jährige Österreichischer Staatsmeister auf der Triathlon-Sprintdistanz in Klosterneuburg.
Im August gab er mit 20 Jahren sein Weltcup-Debüt im Triathlon und belegte den 25. Platz.
2020 wurde er im August Dritter in Thiersee bei der österreichischen Staatsmeisterschaft auf der Triathlon-Kurzdistanz. 2021 sicherte er sich bei den österreichischen Meisterschaften über 10 km Straßenlauf in Mooskirchen den Titel in der U23-Wertung. Bei den Staatsmeisterschaften auf der Triathlon-Sprintdistanz wurde er im August beim Ausee Triathlon Dritter.
Bei der U23-Weltmeisterschaft belegte er im November 2022 in Abu Dhabi hinter Jan Bader (Rang 13) als zweitbester Österreicher den 15. Rang.
2024 qualifizierte sich Kaindl für einen Startplatz bei den Olympischen Sommerspielen und er startete in der gemischten Staffel mit Julia Hauser, Alois Knabl und Lisa Perterer.
Im August 2025 wurde der 26-Jährige Triathlon-Staatsmeister über die olympische Distanz.
Tjebbe Kaindl lebt in Bad Häring. Er startet im ÖTRV A-Kader und wird von Peter Leo trainiert. Er ist aktiver Sportler des Heeressportzentrums des Österreichischen Bundesheers. Als Heeressportler trägt er derzeit den Dienstgrad Korporal.

## Sportliche Erfolge
| Datum/Jahr    | Rang | Wettbewerb                                                | Austragungsort  | Zeit     | Bemerkung                                                                             |
| ------------- | ---- | --------------------------------------------------------- | --------------- | -------- | ------------------------------------------------------------------------------------- |
| 17. Aug. 2025 | 1    | ÖTRV Staatsmeisterschaft Triathlon Kurzdistanz            | Thiersee        | 01:50:33 | Triathlon-Staatsmeister über die olympische Distanz beim Thiersee Triathlon           |
| 12. Juli 2025 | 17   | ITU World Championship Series 2025                        | Hamburg         | 00:51:34 |                                                                                       |
| 29. Juni 2025 | 1    | Challenge Walchsee-Kaiserwinkl                            | Walchsee        | 03:46:19 |                                                                                       |
| 31. Mai 2025  | 18   | ITU World Championship Series 2025                        | Alghero         | 01:47:35 |                                                                                       |
| 16. Feb. 2025 | 17   | ITU World Championship Series 2025                        | Abu Dhabi       | 00:49:30 |                                                                                       |
| 5. Aug. 2024  | LAP  | Olympische Sommerspiele 2024, Mixed Relay                 | Paris           | –        | in der gemischten Staffel mit Julia Hauser, Alois Knabl und Lisa Perterer; überrundet |
| 11. Mai 2024  | 41   | ITU World Championship Series 2024                        | Yokohama        | 01:46:35 | als zweitbester Österreicher                                                          |
| 26. Nov. 2022 | 15   | ITU Triathlon World Championship U23                      | Abu Dhabi       | 01:52:24 | Weltmeisterschaft U23                                                                 |
| 4. Juni 2022  | 9    | ETU Triathlon European Cup                                | Rzeszów         | 00:56:22 |                                                                                       |
| 23. Okt. 2021 | 20   | ITU Triathlon World Cup                                   | Haeundae-gu     | 00:51:59 |                                                                                       |
| 21. Aug. 2020 | 22   | ITU Triathlon World Cup                                   | Karlsbad        | 01:57:07 |                                                                                       |
| 15. Aug. 2021 | 3    | ÖTRV Staatsmeisterschaft Triathlon Sprintdistanz          | Blindenmarkt    |          | Staatsmeisterschaft auf der Triathlon-Sprintdistanz beim Ausee Triathlon              |
| 15. Aug. 2020 | 3    | ÖTRV Staatsmeisterschaft Triathlon Kurzdistanz            | Thiersee        | 01:57:06 |                                                                                       |
| 19. Mai 2019  | 1    | ÖTRV Staatsmeisterschaft Triathlon Sprintdistanz          | Klosterneuburg  | 01:01:09 | Staatsmeister Triathlon Sprintdistanz                                                 |
| 3. Juni 2018  | 3    | ÖTRV Staatsmeisterschaft Triathlon Sprintdistanz          | Tulln           | 00:58:18 | Juniorenstaatsmeister auf der Triathlon-Sprintdistanz                                 |
| 3. Juni 2017  | 3    | ÖTRV Staatsmeisterschaft Triathlon Sprintdistanz Junioren | Maria Lankowitz | 00:59:35 | Juniorenstaatsmeisterschaft Triathlon Sprintdistanz                                   |

| Datum/Jahr    | Rang | Wettbewerb                                         | Austragungsort | Zeit     | Bemerkung                               |
| ------------- | ---- | -------------------------------------------------- | -------------- | -------- | --------------------------------------- |
| 13. Feb. 2016 | 2    | ITU Winter Triathlon World Championship Junior Men | Zeltweg        | 00:41:43 | Vizejuniorenweltmeister Wintertriathlon |

(DNF – Did Not Finish)